# Exetastes confidens
Exetastes confidens är en stekelart som beskrevs av Henry Keith Townes, Jr. 1978. Exetastes confidens ingår i släktet Exetastes och familjen brokparasitsteklar. Inga underarter finns listade i Catalogue of Life.